# Джефф Бандура
Джефф Бандура (англ. Jeff Bandura, нар. 4 лютого 1957, Вайт Рок, Британська Колумбія) — колишній канадський хокеїст, що грав на позиції захисника.

## Ігрова кар'єра
Професійну хокейну кар'єру розпочав 1977 року.
1977 року був обраний на драфті НХЛ під 22-м загальним номером командою «Ванкувер Канакс».
Усю професійну клубну ігрову кар'єру, що тривала 8 років, провів, захищаючи кольори команди «Нью-Йорк Рейнджерс».
Один сезон відіграв за швейцарський клуб «Фрібур-Готтерон».
Володар Кубка Колдера в складі «Мен Марінерс» (1984).